# Haplochrois orientella
Haplochrois orientella is een vlinder uit de familie van de grasmineermotten (Elachistidae). De wetenschappelijke naam van de soort is, als Tetanocentria orientella, voor het eerst geldig gepubliceerd in 1979 door Sinev.